# Маси
Вижте пояснителната страница за други значения на Маси.
Масѝ (на френски: Massy) е град в северна Франция, административен център на кантона Маси в департамент Есон на региона Ил дьо Франс. Населението му е около 48 000 души (2015).
Разположен е на 82 метра надморска височина в Парижкия басейн и е сред външните предградия на Париж, на 15 километра южно от центъра на града. Селището съществува от ранното Средновековие, но се разраства след изграждането на железопътна връзка с Париж в края на XIX век и особено в първите десетилетия след Втората световна война, когато там бързо се изграждат жилищни комплекси.

## Известни личности
Родени в Маси
- Антони Марсиал (р. 1995), футболист

Починали в Маси
- Никола Апер (1749 – 1841), изобретател
- Жером Бонапарт (1784 – 1860), крал на Вестфалия
- Клод Ледю (1927 – 2011), актьор